# Dobermann (Film)
Dobermann ist ein französischer Film von Jan Kounen aus dem Jahr 1997 mit Vincent Cassel und Tchéky Karyo. Nach seiner Veröffentlichung auf Video im Jahr 1998 wurde der Film am 31. Juli 1999 von der Bundesprüfstelle für jugendgefährdende Medien indiziert. Zum 10. Februar 2011 erfolgte die Listenstreichung und seit 15. April 2011 ist der Film im Handel als ungeschnittene Version erhältlich.

## Handlung
Der skrupellose Verbrecher Dobermann ist Anführer einer Bande von Bankräubern. Zu diesen gehören u. a. seine taubstumme Freundin Nathalie, der nervöse Moustique und der unberechenbare Pitbull. Durch das Auslösen falscher Alarme gelingt es der Bande, beinahe sämtliche Einsatzkräfte der Polizei in der Stadt zu beschäftigen, um somit bei zwei unmittelbar hintereinander ausgeführten tatsächlichen Banküberfallen Zeit zu gewinnen. Somit stellen sich ihnen nur wenige Polizisten in den Weg, von denen sie zwei Beamte ermorden und einen weiteren als Geisel nehmen, wonach sie den restlichen Beamten erfolgreich entkommen können.
Jedoch gelingt es dem brutalen und skrupellosen Inspektor Christini, das Banden-Mitglied Olivier, welches auch als Transvestit Sonia auftritt, ausfindig zu machen. Er droht, dessen Sohn im Säuglingsalter umzubringen, wenn er ihm nicht dabei hilft, den Dobermann ausfindig zu machen. Unter diesem Zwang besucht Olivier als Sonia eine Feier in einer Diskothek, auf der sich die anderen Banden-Mitglieder aufhalten. Als diese erscheinen, alarmiert er mit einem Sender Christini, der die Diskothek stürmen lässt. Christini lässt einige Bandenmitglieder verhaften, einige können sich jedoch wieder befreien. Nachdem Sonia von Christini als Maulwurf entblößt wurde, verlässt sie den Club und zwei der Bandenmitglieder holen sie mit dem Auto ein. Dem Dobermann gelingt die Flucht in einen abgeschirmten Keller unter der Diskothek. Als er jedoch über Überwachungsmonitore sieht, wie Christini kaltblütig den verhafteten Pitbull erschießt und anschließend mit seiner Freundin Nathalie in einem Auto davonfährt, um diese zu vergewaltigen, verlässt er die Deckung und verfolgt den Inspektor mit einem gestohlenen Krankenwagen. Es gelingt ihm, zu diesem aufzuschließen und nach einem Kampf sein Auto zu entern, um Christinis Kopf bei hoher Geschwindigkeit auf den Asphalt zu drücken, als Rache für die getöteten Freunde. Im Anschluss wird Christini stark entstellt liegen gelassen, schwer verletzt oder tot. Die verbleibenden Mitglieder beerdigen Sonia. Olivier lebt, nur seine Drag-Identität ist nun „tot“.
Die letzte Einstellung des Films zeigt ein Fadenkreuz, zielend aus der Vogelperspektive auf das davonfahrende Cabrio der Bande, hinterlegt mit Hubschraubergeräuschen und einem Funkgespräch aus dem hervorgeht, dass nun „das Feuer freigegeben“ wurde.

## Hintergrund
Jan Kounen suchte Mitte der 1990er Jahre eine Geschichte für seinen ersten Film, als er auf die Buchserie Le Dobermann von Joël Houssin stieß. Er nahm Kontakt zu Houssin auf und schlug ihm eine Verfilmung des Stoffes vor.
Jan Kounen und der mit ihm befreundete Regisseur Gaspar Noé sind jeweils in kurzen Cameo-Auftritten zu sehen.

## Kritiken
Während der Film unter Fans als Kultfilm gilt, erhielt Dobermann bei Rezensionen in klassischen Medien durchschnittliche bis teils vernichtende Kritiken.

„Ein an amerikanischen Vorbildern ausgerichteter Gangsterfilm, der diese an Brutalität noch zu überbieten trachtet. Die digitalen Effekte, abenteuerlichen Kostüme und sich ohne Unterlaß überbietenden Gewalttaten können aber nicht seine Leere und Substanzlosigkeit aufwiegen.“

„Der schießwütige Held stammt aus einer französischen Schundroman-Serie, die den belgischen Regisseur Jan Kounen zu düsterer Trash-Optik inspirierte: rasant, glatt und larger than life, mit unübersehbarem Talent inszeniert und auf jeden Fall ein Fall für die große Leinwand. Das ist schon mal schön. Weniger schön ist, daß der Film in seinen Ursprüngen gefangen bleibt: letztlich doch pubertäres und angeberisches Action-Kino, das keinen Genre-Standard ausläßt: vom Psycho-Bullen bis zur Fetisch-Party hat man alles schon besser gesehen.“

„Blutorgien wie in einem Horrorfilm, Werbeclip-Ästhetik und liebloser Umgang mit den Figuren entlassen den Zuschauer ärgerlich. Kounen verkauft seine Arbeitsweise als Verzicht auf ‚gelacktes Kunsthandwerk‘.“

„Nach der Veröffentlichung 1997 wurde ‚Dobermann‘ von allen Seiten als voyeuristische Gewaltorgie und Beleidigung für den guten Geschmack gescholten. Dieser Einschätzung kann man bis heute kaum widersprechen, trifft sie doch den Nagel auf den Kopf. Ebenso aber passen Attribute wie ‚moderner Klassiker‘ und ‚Meisterwerk des konfrontativen Hochglanz-Trash‘. ‚Dobermann‘ tut weh, strengt an und ist schlichtweg ein unvergleichlich intensives Erlebnis. Ein Film wie er im Buche steht – nämlich im Strafgesetzbuch!“

„Der Film strotzt nur so vor in MTV-Video-Clip-Ästhetik stilisierter Gewalt, die Figuren sind comichaft verzerrte Karikaturen, die Grenzen zwischen gut und böse sind nicht einmal mehr verschwommen wahrzunehmen. Der "Dobermann" ist eine aggressive, hektische Melange aus ‚Natural Born Killers‘, ‚Delikatessen‘ und Versatzstücken des Italowesterns, ein echter Junge-Leute-Film für die 90er also. … In seinem krampfhaften Bemühen um hohes Tempo und schicken Style rauscht der Film belanglos und glatt dahin.“

„Inhaltlich hat Jan Kounen mit seinem Erstling gewiß nicht das Rad erfunden, aber das erwartet von einem Genrefilm mit dem Exploitationquotienten von ‚Dobermann‘ ja auch keiner. Daß es nach ‚Love and a 45‘, ‚True Romance‘ und ‚Natural Born Killers‘ trotzdem soviel Spaß macht, nun auch noch diese Meditation zum strapazierten Thema amoklaufendes Gangsterpärchen anzusehen, liegt nicht nur an den engagierten Darstellern und der technischen Klasse, die für ein Debüt geradezu erschreckend gelackt wirkt. Vielmehr sind es die vielen kleinen Abweichungen von der amerikanischen Schablone, die ‚Dobermann‘ erst zu jenem Erfolgsgemisch veredeln, das ein eingeschworenes Genrepublikum alle Contenance vergessen und mitten im dunklen Saal lauthals losjubeln läßt (so geschehen zuletzt beim Fantasy Filmfest in München). Für jeden Geschmack ist das freilich nicht. Die FSK-Dame, die sich bei ‚Mann beißt Hund‘ übergeben mußte, darf die Papiertaschentücher schon einmal in Reichweite legen.“